# Vahagn Hačaturjan
Vahagn Garniki Hačaturjan (armensko Վահագն Գառնիկի Խաչատուրյան), armenski politik; * 22. april 1959, Sisian.
Med letoma 1992 in 1996 je bil župan Erevana in od leta 2021 do 2022 minister za visokotehnološko industrijo. 13. marca 2022 je postal predsednik Armenije.
Do svojega odstopa leta 2017 je bil član Armenskega nacionalnega kongresa. Vodil je listo stranke na volitvah v mestni svet Erevana leta 2013. Trenutno je neodvisen politik.

## Osebno življenje
Vahagn Hačaturjan se je rodil leta 1959 v Sisianu. Je poročen in ima dva otroka. Poleg materne armenščine govori tudi rusko in angleško.

## Zgodnja kariera
Leta 1980 je diplomiral na Erevanskem inštitutu za narodno gospodarstvo in pridobil naziv ekonomist. Od leta 1980 do 1982 je služil v sovjetski vojski. Po končani državni službi je naslednje desetletje opravljal pedagoške dejavnosti na Inštitutu v Erevanu, prvih osem let je delal v podjetju "HrazdanMash" (Hrazdan Instrumental Production) kot ekonomist in nato do leta 1992 v tovarni "Mars" kot namestnik generalnega direktorja.

## Politična kariera
Med letoma 1990 in 1996 je bil član mestnega sveta Erevana, nato pa od leta 1992 do 1996 tudi župan mesta. Med letoma 1995 in 1999 je bil poslanec v Armenski narodni skupščini. Od leta 1996 do 1998 je bil svetovalec predsednika Armenije Levona Ter-Petrosjana. Leta 2002 je bil podpredsednik Centra za politične vede, pravo in ekonomska raziskovanja. Avgusta 2021 je bil imenovan za ministra za visokotehnološko industrijo.

## Predsednik Armenije
Po odstopu predsednika Armenije Armena Sarkissiana januarja 2022 je vladajoča Stranka civilne pogodbe za predsednika predlagala Hačaturjana. Armenski parlament ga je v drugem krogu glasovanja izvolil za predsednika. Slovesna inavguracija je potekala 13. marca 2022.
Junija 2022 je obiskal Sanktpeterburški mednarodni gospodarski forum ob njegovi 25. obletnici.

## Članstvo
- 2000: Ustanovni član Centra za razvoj demokracije in civilne družbe ARMAT
- 2006: Ustanovni član družbenopolitične iniciative “Aylyntrank”
- 2019–2021: član uprave Armeconombank